# Maculinea magnalpicola
Maculinea magnalpicola är en fjärilsart som beskrevs av Beuret 1949. Maculinea magnalpicola ingår i släktet Maculinea och familjen juvelvingar. Inga underarter finns listade i Catalogue of Life.